# ولادیمیر گرانات
ولادیمیر واسیلیویچ گرانات (روسی: Владимир Васильевич Гранат؛ زاده ۲۲ مهٔ ۱۹۸۷) بازیکن فوتبال اهل روسیه است.
وی برای تیم ملی فوتبال روسیه ۹ بازی انجام داده و ۱ گل به ثمر رسانده‌است. پست تخصصی این بازیکن نیز، دفاع است.